# Frumario
Frumario (m. 463) fue un caudillo suevo que sucedió a Maldras, el cual había sido asesinado, como jefe de un grupo que atacó Lusitania. Probablemente compitió con Requimundo en Galicia, por el trono, hasta su muerte.

## Biografía
En 460, por la actuación de los nobles romanos, Ospinio y Ascanius, el ejército visigodo acosó a Frumario, causando su retirada. Más tarde, el mismo año, Frumario asoló la ciudad de Aquae Flaviae con la complicidad de los romanos. Capturó al obispo y cronista Hidacio, manteniéndole prisionero durante tres meses, a pesar de las peticiones de  Ospinio y Ascanio.